# Lee Mi-gyu
Lee Mi-gyu (koreanisch 이미규; * 4. November 1988 in Seoul) ist eine südkoreanische Para-Tischtennisspielerin, die durch einen Autounfall in ihrer Kindheit in der Startklasse TT 3 antritt. Sie nahm an den Paralympischen Spielen 2016 teil und gewann mehrere Medaillen bei Asienmeisterschaften, Asienspielen sowie bei der Weltmeisterschaft.

## Titel und Erfolge im Überblick

### Paralympische Spiele
- 2016 in Rio de Janeiro: Bronze in der Mannschaftsklasse 1–3

- 2021 in Tokio: Bronze in der Einzelklasse 3

### Asienmeisterschaften
- 2013 in Peking: Bronze in der Einzelklasse 3, Bronze in der Einzelklasse 1–3
- 2015 in Amman: Bronze in der Einzelklasse 3, Silber in der Mannschaftsklasse 1–3
- 2017 in Peking: Bronze in der Einzelklasse 1–3, Silber in der Mannschaftsklasse 1–3
- 2019 in Taichung: Gold in der Einzelklasse 3

### Asienspiele
- 2014 in Incheon: Gold in der Einzelklasse 3, Silber in der Mannschaftsklasse 1–3
- 2018 in Jakarta: Bronze in der Einzelklasse 1–3, Bronze in der Mannschaftsklasse 2–5

### Weltmeisterschaften
- 2014 in Peking: Bronze in der Mannschaftsklasse 1–3

### Kleinere Turniere
- Slovenia Open 2019: Gold in der Mannschaftsklasse 3
- Japan Open 2019: Silber in der Einzelklasse 2–3, Gold in der Mannschaftsklasse 2–5
- China Open 2019: Bronze in der Einzelklasse 3, Silber in der Mannschaftsklasse 1–3